# Scinax maracaya
Scinax maracaya é uma espécie de anfíbio da família Hylidae. Endêmica do Brasil, onde pode ser encontrada na Serra da Canastra no estado de Minas Gerais.